# Kvalifikacije za prvenstvo Jugoslavije u nogometu 1935./36.
Prednatjecanje za prvenstvo Jugoslavije u nogometu 1935./36 ili Kvalifikacije za Nacionalnu ligu 1935./36. bilo je izlučno nogometno natjecanje za završnicu državnog prvenstva 1936. koju je organizirao Jugoslavenski nogometni savez.

## Format natjecanja
Dvadeset i dvije momčadi su bile raspoređene u pet skupina po dvostrukom bod-sustavu. Završnicu prvenstva koje se trebelo održati po dvostrukom bod-sustavu je izborilo osam momčadi: prvaci skupina, drugoplasirani u 1. i 5. skupini, te pobjednik dodatnih kvalifikacija u kojima su sudjelovali drugoplasirani u 3. skupini, trećeplasirani u 5. skupini i pobjednik prvenstva Provivincije Zagrebačkog podsaveza. 

Kvalifikacije su igrane tokom jeseni 1935. godine. 

Kako je došlo do neslaganja klubova oko načina odigravanja prvenstva, 15. prosinca 1935. održana je glavna skupština Jugoslavenskog nogometnog saveza na kojem je s 288 glasova prihvaćen prijedlog da se prvenstva igraju u dva dijela: prvi dio da budu natjecanja po podsavezima, a potom prvaci podsaveza sudjeluju u državnom prvenstvu koje se igra po dvostrukom kup-sustavu. Stoga su kvalifikacije poništene, a podsavezna natjecanja su igrana početkom 1936. godine, a državno prvenstvo je igrano od lipnja do kolovoza 1936. godine. 

Vodećim klubovima ovakav sustav nije odgovarao, s obzirom na to da su već igrali kvalifikacije koje im također donose troškove, te su odlučili da više neće na takav način igrati kvalifikacije. 

Nakon odigranih podsaveznih prvenstava prvaci Zagrebačkog (Concordia) i Splitskog nogometnog podsaveza (Hajduk) su odlučili ne sudjelovati u prvenstvu zbog neslaganja sa sustavom takmičenja, tako da je od hrvatskih klubova sudjelovala samo Slavija iz Osijeka – prvak Osječkog nogometnog podsaveza.

## Ljestvice i rezultati

### 1. skupina
1. 9. 1935. Radnički – BSK 1:3

15. 9. 1935. Slavija – BSK 2:3

22. 9. 1935. Građanski – Radnički 2:1, Jugoslavija – BSK 1:1

28. 9. 1935. Jugoslavija – Građanski 7:1, BSK – Slavija 2:2)

29. 9. 1935. BSK – Građanski 9:0, Jugoslavija – Slavija 4:1

13. 10. 1935. Radnički – Građanski 6:1, BSK – Jugoslavija 6:0

20. 10. 1935. Građanski – Jugoslavija 0:5, Slavija – Radnički 1:1

27. 10. 1935. Slavija – Građanski 2:2, Radnički – Jugoslavija 1:1

3. 11. 1935. Jugoslavija – Radnički 1:1, Građanski – Slavija 1:0

17. 11. 1935. BSK – Radnički 1:2, Slavija – Jugoslavija 1:5

24. 11. 1935. Građanski – BSK 1:0, Radnički – Slavija 9:3
| mj. | klub                | ut. | pob. | ner. | por. | gol+ | gol- | bod |               |
| --- | ------------------- | --- | ---- | ---- | ---- | ---- | ---- | --- | ------------- |
| 1.  | Jugoslavija Beograd | 8   | 4    | 3    | 1    | 24   | 12   | 11  | kvalificirani |
| 2.  | BSK Beograd         | 8   | 4    | 2    | 2    | 25   | 9    | 10  | kvalificirani |
| 3.  | Radnički Kragujevac | 8   | 3    | 3    | 2    | 22   | 13   | 9   |               |
| 4.  | Građanski Niš       | 8   | 3    | 1    | 4    | 8    | 30   | 7   |               |
| 5.  | Slavija Skoplje     | 8   | 0    | 3    | 5    | 12   | 27   | 3   |               |

### 2. skupina
22. 9. 1935. Vojvodina – BASK 0:2, ŽAK (VK) – Sparta 1:0

29. 9. 1935. ŽAK (VK) – BASK 0:3, Sparta – ŽAK (Su) 4:1

13. 10. 1935. ŽAK (Su) – BASK 1:3, ŽAK (VK) – Vojvodina 0:2

20. 10. 1935. BASK – Vojvodina 4:0, Sparta – ŽAK (VK) 3:1

27. 10. 1935. BASK – ŽAK (Su) 2:5, Vojvodina – ŽAK (VK) 3:1

3. 11. 1935. Sparta – BASK 1:6, Vojvodina – ŽAK (Su) 6:0

10. 11. 1935. BASK – ŽAK (VK) 3:2, ŽAK (Su) – Sparta 3:0

17. 11. 1935. Vojvodina – Sparta 3:2, ŽAK (VK) – ŽAK (Su) 0:1

24. 11. 1935. BASK – Sparta 7:0, ŽAK (Su) – Vojvodina 3:1

1. 12. 1935. Sparta – Vojvodina 2:1, ŽAK (Su) – ŽAK (VK) 4:2
| mj. | klub               | ut. | pob. | ner. | por. | gol+ | gol- | bod |               |
| --- | ------------------ | --- | ---- | ---- | ---- | ---- | ---- | --- | ------------- |
| 1.  | BASK Beograd       | 8   | 8    | 0    | 0    | 34   | 7    | 16  | kvalificirani |
| 2.  | Vojvodina Novi Sad | 8   | 4    | 0    | 4    | 16   | 14   | 8   |               |
| 3.  | ŽAK Subotica       | 8   | 4    | 0    | 4    | 15   | 21   | 8   |               |
| 4.  | Šparta Zemun       | 8   | 3    | 0    | 5    | 12   | 22   | 6   |               |
| 5.  | ŽAK Velika Kikinda | 8   | 1    | 0    | 7    | 7    | 20   | 2   |               |

### 3. skupina
15. 9. 1935. Slavija – Hajduk (Sa) 0:1, Hajduk (Sp) – Osvit 4:0

21. 9. 1935. Hajduk (Sa) – Hajduk (Sp) 2:1

22. 9. 1935. Slavija – Hajduk (Sp) 0:3

28. 9. 1935. Osvit – Hajduk (Sa) 1:2

29. 9. 1935. Hajduk (Sp) – Hajduk (Sa) 6:1

12. 10. 1935. Slavija – Osvit 2:0

13. 10. 1935. Hajduk (Sa) – Osvit 3:1

20. 10. 1935. Osvit – Hajduk (Sp) 0:6, Hajduk (Sa) – Slavija 3:0

1. 11. 1935. Hajduk (Sp) – Slavija 3:1

3. 11. 1935. Osvit – Slavija 2:2
| mj. | klub             | ut. | pob. | ner. | por. | gol+ | gol- | bod |                       |
| --- | ---------------- | --- | ---- | ---- | ---- | ---- | ---- | --- | --------------------- |
| 1.  | Hajduk Split     | 6   | 5    | 0    | 1    | 23   | 4    | 10  | kvalificirani         |
| 2.  | Hajduk Sarajevo  | 6   | 4    | 0    | 2    | 9    | 12   | 8   | dodatne kvalifikacija |
| 3.  | Slavija Sarajevo | 6   | 2    | 1    | 3    | 8    | 9    | 5   |                       |
| 4.  | Osvit Šibenik    | 6   | 0    | 1    | 5    | 4    | 19   | 1   |                       |

### 4. skupina
22. 9. 1935. Krajišnik – Grafičar 5:0

29. 9. 1935. Concordia – Krajišnik 1:0, Slavija (O) – Grafičar 1:1

13. 10. 1935. Krajišnik – Slavija (O) 1:2

20. 10. 1935. Slavija (O) – Krajišnik 3:0, Concordia – Grafičar 5:2

1. 11. 1935. Grafičar – Concordia 0:1

3. 11. 1935. Slavija (O) – Concordia 0:2

10. 11. 1935. Concordia – Slavija (O) 7:1, Grafičar – Krajišnik 3:2

17. 11. 1935. Grafičar – Slavija (O) 0:4, Krajišnik – Concordia 1:1
| mj. | klub                 | ut. | pob. | ner. | por. | gol+ | gol- | bod |               |
| --- | -------------------- | --- | ---- | ---- | ---- | ---- | ---- | --- | ------------- |
| 1.  | Concordia Zagreb     | 6   | 5    | 1    | 0    | 17   | 4    | 11  | kvalificirani |
| 2.  | Slavija Osijek       | 6   | 3    | 1    | 2    | 11   | 11   | 7   |               |
| 3.  | Krajišnik Banja Luka | 6   | 1    | 1    | 4    | 9    | 10   | 3   |               |
| 4.  | Grafičar Osijek      | 6   | 1    | 1    | 4    | 6    | 18   | 3   |               |

### 5. skupina
15. 9. 1935. Primorje – Ilirija 1:1

22. 9. 1935. Građanski – HAŠK 6:1

29. 9. 1935. Primorje – Građanski 2:2, HAŠK – Ilirija 7:2

20. 10. 1935. HAŠK – Primorje 1:2, Ilirija – Građanski 2:1

27. 10. 1935. Ilirija – Primorje 2:1, HAŠK – Građanski 3:0

3. 11. 1935. Primorje – HAŠK 1:2, Građanski – Ilirija 3:1

17. 11. 1935. Ilirija – HAŠK 2:1, Građanski – Primorje 2:1
| mj. | klub               | ut. | pob. | ner. | por. | gol+ | gol- | bod |                       |
| --- | ------------------ | --- | ---- | ---- | ---- | ---- | ---- | --- | --------------------- |
| 1.  | Građanski Zagreb   | 6   | 3    | 1    | 2    | 14   | 10   | 7   | kvalificirani         |
| 2.  | Ilirija Ljubljana  | 6   | 3    | 1    | 2    | 10   | 14   | 7   | kvalificirani         |
| 3.  | HAŠK Zagreb        | 6   | 3    | 0    | 3    | 15   | 13   | 6   | dodatne kvalifikacije |
| 4.  | Primorje Ljubljana | 6   | 3    | 1    | 2    | 8    | 10   | 4   |                       |

### Dodatne kvalifikacije
| klub1                                        | ukupno  | klub2       | 1. ut.        | 2. ut.        |
| 1. krug                                      | 1. krug | 1. krug     | 24. 11. 1935. | 1. 12. 1935.  |
| -------------------------------------------- | ------- | ----------- | ------------- | ------------- |
| Slavija Varaždin                             | 2:3     | HAŠK Zagreb | 2:3           | 0:0           |
|                                              |         |             |               |               |
| 2. krug                                      | 2. krug | 2. krug     | 8. 12. 1935.  | 15. 12. 1935. |
| Hajduk Sarajevo                              | 3:6     | HAŠK Zagreb | 1:3           | 2:3           |
|                                              |         |             |               |               |
| HAŠK Zagreb se plasirao na državno prvenstvo |         |             |               |               |

Kvalifikacije odlukom Jugoslavenskog nogometnog saveza poništene i dogovoren novi sustav natjecanja.